# Uberlândia Tênis Clube
O Uberlândia Tênis Clube é um clube público estadual localizado no centro de Uberlândia, Minas Gerais.

## Títulos

### Basquete
★ Campeão Mineiro: 1963